# Phytomyza poppii
Phytomyza poppii är en tvåvingeart som beskrevs av Ryden 1951. Phytomyza poppii ingår i släktet Phytomyza och familjen minerarflugor.
Artens utbredningsområde är Sverige. Arten är reproducerande i Sverige. Inga underarter finns listade i Catalogue of Life.